# Championnat du Portugal féminin de football 1988-1989
Navigation
Édition précédente Édition suivante
Le Championnat du Portugal féminin de football 1988-1989 est la 4e édition du championnat du Portugal féminin de football. Dix-huit équipes divisées en trois groupes régionaux s'affrontent selon le principe des matches aller et retour, au fil de dix journées. À l'issue de cette première phase, les clubs terminant à la première place de chaque groupe s'affrontent dans une phase finale dans un mini championnat aller-retour.
Le Boavista FC s'adjuge le quatrième titre de champion. Pour cette quatrième édition il n'existe toujours pas de principe de relégations en division inférieure

## Participants
Ce tableau présente les dix-huit équipes qualifiées pour disputer le championnat 1988-1989. On y trouve le nom des clubs, la date de création du club, le nom des stades ainsi que la capacité de ces derniers.
La première phase comprend trois groupes de six équipes. 
Légende des couleurs
- Champion de Taça Nacional Feminino la saison précédente.
- Promu de division inférieure.

| \| Boavista Leça do Balio Braga Espinho Alba Torre de Moncorvo \| Localisation des clubs engagés dans la Zona Norte du championnat. |
| Boavista Leça do Balio Braga Espinho Alba Torre de Moncorvo                                                                         |

| Nom du club       | Date de création | Dernière montée | Division 1987-1988 | Stade                                             | Capacité | Vict. |
| ----------------- | ---------------- | --------------- | ------------------ | ------------------------------------------------- | -------- | ----- |
| SC Alba           | 1941             | 1988            | Distrital          | Estádio Municipal António Augusto Martins Pereira | 1 500    | /     |
| Boavista FC       | 1903             | 1985            | Taça Nacional      | Campo de Treinos do Estádio do Bessa XXI          | -        | 3     |
| SC Braga          | 1921             | 1985            | Taça Nacional      | Estádio Municipal 1º de Maio                      | 30 000   | /     |
| CA Espinho        | -                | 1988            | Distrital          | -                                                 | -        | /     |
| Leça do Balio     | 1964             | 1985            | Taça Nacional      | -                                                 | -        | /     |
| Torre de Moncorvo | 1967             | 1988            | Distrital          | -                                                 | -        | /     |

| \| U.Coimbra Ferreirense Santarém Viseu Os Elvenses Tocha \| Localisation des clubs engagés dans la Zona Centro du championnat. |
| U.Coimbra Ferreirense Santarém Viseu Os Elvenses Tocha                                                                          |

| Nom du club         | Date de création | Dernière montée | Division 1987-1988 | Stade | Capacité | Vict. |
| ------------------- | ---------------- | --------------- | ------------------ | ----- | -------- | ----- |
| CF União de Coimbra | 1919             | 1985            | Taça Nacional      | -     | -        | /     |
| Os Elvenses         | 1924             | 1988            | Distrital          | -     | -        | /     |
| União Ferreirense   | 1916             | 1986            | Taça Nacional      | -     | -        | /     |
| AC Santarém         | -                | 1988            | Distrital          | -     | -        | /     |
| CD Viseu            | -                | 1988            | Distrital          | -     | -        | /     |
| UD Tocha            | 1953             | 1988            | Distrital          | -     | -        | /     |

| \| Alvalade Coina Carcavelos Estoril Mártir Santo Terras da Costa \| Localisation des clubs engagés dans la Zona Sul du championnat. |
| Alvalade Coina Carcavelos Estoril Mártir Santo Terras da Costa                                                                       |

| Nom du club         | Date de création | Dernière montée | Division 1984-1985 | Stade | Capacité | Vict. |
| ------------------- | ---------------- | --------------- | ------------------ | ----- | -------- | ----- |
| Académico Alvalade  | -                | 1985            | Taça Nacional      | -     | -        | /     |
| GS Carcavelos       | 1921             | 1985            | Taça Nacional      | -     | -        | /     |
| União de Coina      | -                | 1985            | Taça Nacional      | -     | -        | /     |
| GD Costa do Estoril | -                | 1986            | Taça Nacional      | -     | -        | /     |
| Mártir Santo AC     | 1977             | 1988            | Distrital          | -     | -        | /     |
| GD Terras da Costa  | 1983             | 1986            | Taça Nacional      | -     | -        | /     |

## Compétition

### Première phase
Classement
Le classement est calculé avec le barème de points suivant : une victoire vaut deux points, le match nul un et la défaite zéro.
Critères de départage en cas d'égalité au classement :
1. classement aux points des matchs joués entre les clubs ex æquo ;
2. différence entre les buts marqués et les buts concédés sur la totalité des matchs joués dans le championnat ;
3. plus grand nombre de buts marqués sur la totalité des matchs joués dans le championnat ;
4. en cas de nouvelle égalité, une rencontre supplémentaire aura lieu sur terrain neutre avec, éventuellement, l’épreuve des tirs au but.

#### Zone Nord
Les filles du Boavista FC, remportent à nouveau la zone nord, ne concédant aucun point à leurs adversaires et n'encaissant qu'un seul but.
| Rang | Équipe                | Pts | J  | G  | N | P | Bp | Bc | Diff |
| ---- | --------------------- | --- | -- | -- | - | - | -- | -- | ---- |
| 1    | Boavista FCT          | 20  | 10 | 10 | 0 | 0 | 74 | 1  | +73  |
| 2    | Leça do Balio         | 13  | 10 | 6  | 1 | 3 | 19 | 19 | 0    |
| 3    | SC Braga              | 12  | 10 | 6  | 0 | 4 | 33 | 10 | +23  |
| 4    | CA EspinhoP           | 9   | 10 | 4  | 1 | 5 | 17 | 35 | -18  |
| 5    | SC AlbaP              | 5   | 10 | 1  | 3 | 6 | 4  | 32 | -28  |
| 6    | GD Torre de MoncorvoP | 1   | 10 | 0  | 1 | 9 | 3  | 53 | -50  |

|  | Qualifié pour la phase finale de la compétition. |
|  | Relégué en division inférieure. |
|  | T Tenant du titre. P Promu de division inférieure. Pts points ; G victoires ; N match nuls ; P défaites Bp buts marqués ; Bc buts encaissés ; Diff différence de buts |

| Résultats (▼dom., ►ext.)                                   | Boa  | LdB | Bra  | Esp | Alb | Mon  |
| Boavista FC                                                |      | 7-0 | 4-0  | 6-0 | 4-0 | 16-0 |
| Leça do Balio                                              | 0-6  |     | 3-2  | 1-2 | 3-0 | 5-1  |
| SC Braga                                                   | 0-1  | 0-1 |      | 5-1 | 7-0 | 3-0  |
| CA Espinho                                                 | 1-13 | 1-4 | 0-3  |     | 3-0 | 3-0  |
| SC Alba                                                    | 0-10 | 0-0 | 0-2  | 2-2 |     | 1-0  |
| GD Torre de Moncorvo                                       | 0-7  | 0-2 | 0-11 | 1-4 | 1-1 |      |
| - Victoire à domicile - Match nul - Victoire à l'extérieur |      |     |      |     |     |      |

#### Zone Centre
L'União de Coimbra, remporte le championnat de la zone centre et est ainsi qualifié pour la phase finale.
| Rang | Équipe            | Pts | J  | G | N | P  | Bp | Bc | Diff |
| ---- | ----------------- | --- | -- | - | - | -- | -- | -- | ---- |
| 1    | União de Coimbra  | 17  | 10 | 7 | 3 | 0  | 36 | 4  | +32  |
| 2    | União Ferreirense | 15  | 10 | 6 | 3 | 1  | 16 | 9  | +7   |
| 3    | AC SantarémP      | 14  | 10 | 6 | 2 | 2  | 23 | 9  | +14  |
| 4    | CD ViseuP         | 8   | 10 | 3 | 2 | 5  | 12 | 17 | -5   |
| 5    | Os ElvensesP      | 6   | 10 | 2 | 2 | 6  | 10 | 19 | -9   |
| 6    | UD TochaP         | 0   | 10 | 0 | 0 | 10 | 5  | 44 | -39  |

|  | Qualifié pour la phase finale de la compétition. |
|  | Relégué en division inférieure. |
|  | T Tenant du titre. P Promu de division inférieure. Pts points ; G victoires ; N match nuls ; P défaites Bp buts marqués ; Bc buts encaissés ; Diff différence de buts |

| Résultats (▼dom., ►ext.)                                   | Coi | Fer | San | Vis | Elv | Toc |
| União Coimbra                                              |     | 4-0 | 0-0 | 6-0 | 2-2 | 7-0 |
| União Ferreirense                                          | 2-2 |     | 1-0 | 0-0 | 3-0 | 2-1 |
| AC Santarém                                                | 0-3 | 2-2 |     | 2-0 | 2-0 | 5-0 |
| CD Viseu                                                   | 0-3 | 0-2 | 0-2 |     | 2-0 | 4-1 |
| Os Elvenses                                                | 0-3 | 0-1 | 1-4 | 1-1 |     | 5-1 |
| UD Tocha                                                   | 0-6 | 0-3 | 2-6 | 0-5 | 0-1 |     |
| - Victoire à domicile - Match nul - Victoire à l'extérieur |     |     |     |     |     |     |

#### Zone Sud
| Rang | Équipe              | Pts | J  | G | N | P  | Bp | Bc | Diff |
| ---- | ------------------- | --- | -- | - | - | -- | -- | -- | ---- |
| 1    | GD Costa do Estoril | 19  | 10 | 9 | 1 | 0  | 31 | 4  | +27  |
| 2    | Académico Alvalade  | 13  | 10 | 5 | 3 | 2  | 28 | 14 | +14  |
| 3    | GS Carcavelos       | 11  | 10 | 5 | 1 | 4  | 22 | 22 | 0    |
| 4    | GD Terras da Costa  | 9   | 10 | 4 | 1 | 5  | 20 | 16 | +4   |
| 5    | União Coina         | 8   | 10 | 3 | 2 | 5  | 16 | 24 | -8   |
| 6    | Mártir Santo ACP    | 0   | 10 | 0 | 0 | 10 | 4  | 41 | -37  |

|  | Qualifié pour la phase finale de la compétition. |
|  | Relégué en division inférieure. |
|  | T Tenant du titre. P Promu de division inférieure. Pts points ; G victoires ; N match nuls ; P défaites Bp buts marqués ; Bc buts encaissés ; Diff différence de buts |

| Résultats (▼dom., ►ext.)                                   | Est | Alv | Car | Cos | Coi | Már |
| GD Costa do Estoril                                        |     | 2-2 | 1-0 | 3-2 | 6-0 | 4-0 |
| Académico Alvalade                                         | 0-1 |     | 2-0 | 3-2 | 2-1 | 6-0 |
| GS Carcavelos                                              | 0-4 | 3-2 |     | 0-5 | 3-3 | 7-2 |
| GD Terras da Costa                                         | 0-3 | 2-2 | 2-3 |     | 3-1 | 1-0 |
| União Coina                                                | 0-3 | 3-3 | 1-2 | 1-0 |     | 5-2 |
| Mártir Santo AC                                            | 0-4 | 0-6 | 0-4 | 0-3 | 0-1 |     |
| - Victoire à domicile - Match nul - Victoire à l'extérieur |     |     |     |     |     |     |

### Phase finale
Les trois équipes qualifiées pour la phase finale s'opposent dans un mini championnat aller-retour. Le Boavista s'octroie un quatrième titre de champion du Portugal.
| Rang | Équipe              | Pts | J | G | N | P | Bp | Bc | Diff |
| ---- | ------------------- | --- | - | - | - | - | -- | -- | ---- |
| 1    | Boavista FCT        | 8   | 4 | 4 | 0 | 0 | 15 | 1  | +14  |
| 2    | GD Costa do Estoril | 4   | 4 | 2 | 0 | 2 | 4  | 8  | -4   |
| 3    | CF União de Coimbra | 0   | 4 | 0 | 0 | 4 | 3  | 13 | -10  |

|  | Vainqueur de la compétition. |
|  | T Tenant du titre. P Promu de division inférieure. Pts points ; G victoires ; N match nuls ; P défaites Bp buts marqués ; Bc buts encaissés ; Diff différence de buts |

| Résultats (▼dom., ►ext.)                                   | Boa | Coi | UdC |
| Boavista FC                                                |     | 1-0 | 2-0 |
| GD Costa do Estoril                                        | 0-5 |     | 3-2 |
| CF União de Coimbra                                        | 1-7 | 0-1 |     |
| - Victoire à domicile - Match nul - Victoire à l'extérieur |     |     |     |